# Sanshui
| Stadtbezirk Sanshui 三水区 | Stadtbezirk Sanshui 三水区 |
| -------------------------- | -------------------------- |
| Provinz:                   | Guangdong                  |
| bezirksfreie Stadt:        | Foshan                     |
| Einwohner:                 | 803.226 (2020)             |
| Postleitzahl:              | 528100                     |
| Vorwahl:                   | 0757                       |
| Kfz-Kennzeichen:           | 粤 E                       |
| Fläche:                    | 874 km²                    |
| Bevölkerungsdichte:        | 919 Einwohner/km²          |
| Webseite:                  | www.sanshui.gov.cn         |
| Karte                      |                            |
|                            |                            |

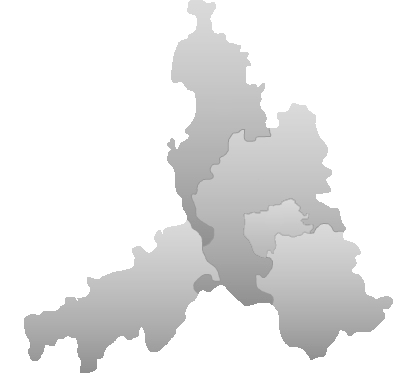
Lage des Stadtbezirks Sanshui im Gebiet der bezirksfreien Stadt Foshan

Sanshui (chinesisch 三水區 / 三水区, Pinyin Sānshuǐ Qū, Jyutping Saam1seoi2 Keoi1 ‚Drei Gewässer Bezirk‘ oder ‚Drei Flüsse Bezirk‘) ist ein Stadtbezirk der Stadt Foshan in der südchinesischen Provinz Guangdong.

## Geographie
Der Stadtbezirk Sanshui liegt an der Einmündung von Bei Jiang (北江 – „Nordfluss, nördlicher Strom“) und Sui Jiang (綏江 / 绥江 – „Sui-Fluss, Sui-Strom“) in den Xi Jiang (西江 – „Westfluss, westlicher Strom“), der wenig unterhalb – bei Guangzhou – in den Perlfluss übergeht; der Name „Drei Gewässer“ / „Drei Flüsse“ begründet sich aus dieser geographischen Lage.
Die Oberflächengestalt des Stadtbezirks Sanshui ist eben im südlichen und mittleren Teil, der nördliche Teil ist hügelig. Das Klima ist subtropisch bis tropisch; die durchschnittliche Januartemperatur liegt bei 13 °C, die durchschnittliche Julitemperatur bei etwa 27 °C. Die jährliche Niederschlagsmenge liegt bei etwa 1.700 mm.

## Ethnische Gliederung der Bevölkerung Sanshuis (2000)
Beim Zensus im Jahr 2000 hatte Sanshui 440.119 Einwohner.
| Name des Volkes | Einwohner | Anteil  |
| --------------- | --------- | ------- |
| Han             | 424.151   | 96,37 % |
| Tujia           | 6.201     | 1,41 %  |
| Zhuang          | 4.616     | 1,05 %  |
| Dong            | 1.886     | 0,43 %  |
| Miao            | 1.478     | 0,34 %  |
| Yao             | 473       | 0,11 %  |
| Yi              | 416       | 0,1 %   |
| Bouyei          | 128       | 0,03 %  |
| Mongolen        | 106       | 0,02 %  |
| Bai             | 106       | 0,02 %  |
| Gelao           | 106       | 0,02 %  |
| Hui             | 100       | 0,02 %  |
| Mandschu        | 65        | 0,01 %  |
| Li              | 61        | 0,01 %  |
| Sonstige        | 226       | 0,05 %  |

## Wirtschaft
Das Pro-Kopf-BIP des Bezirkes beläuft sich auf jährlich etwa 25 400 RMB (Stand: 2002), was deutlich über dem Provinzdurchschnitt von 15 600 RMB liegt.
Sanshui verfügt über Ressourcen an Erdöl und Erdgas, Kohle, Ölschiefer, Gips, Kalkstein, Mergel, Tonerde, Quarzsand, Steinsalze. Daneben wachsen in den Wäldern des Stadtbezirks Sanshui Kapok-, Banyan- und Campher-Bäume sowie Pflanzen, die in der chinesischen Medizin verwendet werden. Es gibt auch Wildtiere wie Wildschweine oder Hasen.
Innerhalb Guangdongs ist der Stadtbezirk Sanshui ein wichtiger Nahrungsmittelproduzent. Neben Reis werden Mais, Zuckerrohr, Süßkartoffeln, Erdnüsse, Früchte und Gemüse angebaut. Die Zucht von Fischen und Schweinen spielt eine besonders große Rolle.
Für die Industrie des Stadtbezirks sind die Baustoff-, Textil- und Nahrungsmittelherstellung von großer Bedeutung. Die Softdrink-Marke Jianlibao wird in Sanshui produziert.

## Verwaltung
Der Stadtbezirk Sanshui ist Teil der bezirksfreien Stadt Foshan. Am 8. Dezember 2002 war die kreisfreie Stadt Sanshui aufgelöst und als Stadtbezirk in Foshan integriert worden.
Sanshui grenzt im Norden an den Stadtbezirk Qingcheng und den Kreis Qingxin (beide Stadt Qingyuan), im Osten an die Stadtbezirk Huadu (Stadt Guangzhou) und Nanhai (Stadt Foshan), im Süden und Südwesten an den Stadtbezirk Gaoming (Stadt Foshan) sowie im Westen an den Stadtbezirk Dinghu und die kreisfreien Städte Gaoyao und Sihui (alle drei Teil der bezirksfreien Stadt Zhaoqing).
Der Stadtbezirk ist in ein Straßenviertel und vier Großgemeinden untergliedert:
- Straßenviertel Xinan (西南街道);
- Großgemeinde Lubao (芦苞镇);
- Großgemeinde Datang (大塘镇);
- Großgemeinde Leping (乐平镇);
- Großgemeinde Baini (白坭镇).

Zwei Straßenviertel und zwei Großgemeinden wurden 2003 aufgelöst und in andere integriert; es sind dies:
- Ex-Großgemeinde Liuhe (六和镇), jetzt Teil von Datang;
- Ex-Straßenviertel Nanbian (南边街道), jetzt Teil von Leping;
- Ex-Großgemeinde Hekou (河口镇), jetzt Teil von Xinan;
- Ex-Straßenviertel Jinben (金本街道), jetzt Teil von Xinan.

## Verkehr
Sanshui liegt an der Eisenbahnstrecke von Guangzhou in Richtung Westen nach Maoming. Daneben wird der Süden des Stadtbezirks von der Guangzhou-Foshan-Kaiping-Autobahn sowie von der parallel dazu verlaufenden Nationalstraße 324 durchquert. Der Norden des Stadtbezirks ist jedoch verkehrstechnisch weniger gut angebunden als der Süden, wo das Straßenviertel Xinan liegt. Eine hohe Bedeutung hat der Hafen am Westfluss, auf dem Güter wie Personen in nord-südlicher Richtung befördert werden können.

## Persönlichkeiten (Auswahl)

### Söhne und Töchter Sanshuis
- Wang Jingwei (* 1883, † 1944), Politiker, Vorsitzender der projapanischen Regierung im Zweiten Japanisch-Chinesischen Krieg.